# جواز سفر هندوراسي
يتم إصدار جوازات السفر الهندوراسية لمواطني هندوراس للسفر إلى خارج هندوراس. اعتبارًا من يناير 2019 كان لدى مواطني هندوراس إمكانية الوصول بدون تأشيرة أو تأشيرة عند الوصول إلى 137 دولة وإقليم مما جعل جواز سفر هندوراس يحتل المرتبة 36 من حيث حرية السفر وفقًا لمؤشر هينلي لجوازات السفر.
في عام 2019، أُكد على خطط للبدء التدريجي في إصدار جوازات السفر الإلكترونية لمواطني هندوراس بدءًا من الفترة بين أواخر عام 2019 وأوائل عام 2020. انتقلت هندوراس إلى جواز السفر البيومتري في عام 2022.

## روابط خارجية
- مجلس تنظيم 539/2001
- مجلس تنظيم 1932/2006
- مجلس تنظيم 539/2001 consolidated version, 19.1.2007
- قائمة المواطنين الذين يحتاجون إلى تأشيرة لزيارة المملكة المتحدة .
- قائمة البلدان التي لا تحتاج إلى تأشيرات لدخول أيرلندا  نسخة محفوظة 23 أكتوبر 2010 على موقع واي باك مشين..